# Franska skolan, Göteborg
Franska skolan i Göteborg är en svensk skola med fransk profil, grundades 1992 av studieförbundet Medborgarskolan. Anledningen var inflyttningen av familjer från Frankrike, efter att ett samarbete mellan biltillverkarna Volvo och Renault inletts.
Skolan finns i stadsdelen Landala och drivs som en ideell förening. Verksamheten har stegvis utökats och idag finns förskola, förskoleklass och grundskola, som omfattar alla klasser upp till årskurs nio. Under skolår sex till nio går skolans elever i en annan lokal på Molinsgatan 7.
Skolans profil är franska. Eleverna har franska från första klass, men man tillämpar också "språkbad", vilket innebär att man hör språket i vardagssituationer.